# Свідоцтво канарки
 Свідчення канарки  (англ. warrant canary) — спосіб передачі інформації, здійснюваний через мовчання або заперечення.
Згідно із  Патріотичним Актом (The Patriot Act), уряд США може направити секретний ордер інтернет-компанії на стеження за користувачем. Закон забороняє компанії розголошувати факт існування такого ордера (так званий «виверт 22»), проте компанія може обійти цю заборону, не порушивши при цьому закону: компанія може регулярно повідомляти користувача про те, що за ним у даний момент не ведеться прихованого спостереження — така фраза може бути вказана в будь-якому звіті компанії користувачеві. Якщо ж компанія отримає ордер, такого повідомлення у звіті не буде. Така ідея передачі повідомлень була запропонована відносно недавно у зв'язку з проблемою масового стеження в Інтернеті в умовах секретності.

Компанія Apple в опублікованому 5 листопада 2013 Transparency Report класично продемонструвала цей спосіб. Сторінка 5 документа містить в примітці до таблиці про кількість запитів на видачу інформації фразу: 

Apple ніколи не отримувала ордера відповідно до частини 215 закону The Patriot Act. Ми, ймовірно, оскаржимо подібний ордер в разі його отримання.
Оригінальний текст (англ.)
Apple has never received an order under Section 215 of the USA Patriot Act. We would expect to challenge such an order if served on us.

У разі отримання засекреченого ордера компанія Apple має право оскаржити його, але не має права розголошувати факт отримання такого ордера. Але в цьому випадку вищезгадана фраза зникне з наступного звіту. 18 вересня 2014 GeOM поінформував про те, що свідоцтво канарки пропало зі звіту Apple Transparency Report, що охоплює період липень-грудень 2013 і січень-червень 2014.

## Походження терміна
При видобутку вугілля в шахтах існує ризик отруєння чадним газом. Узята в шахту канарка відчувала вплив газу суттєво раніше за людину (завдяки більшій частоті дихання і швидшому обміну речовин). Таким чином, замовкання канарки попереджало шахтарів про небезпеку.